# Melissodes martinicensis
Melissodes martinicensis là một loài Hymenoptera trong họ Apidae. Loài này được Cockerell mô tả khoa học năm 1917.